# Juliano Belletti
Juliano Haus Belletti (Cascavel, 20 giugno 1976) è un allenatore di calcio ed ex calciatore brasiliano di ruolo difensore, campione del mondo con la Nazionale brasiliana nel 2002, tecnico del Barcellona B.
È principalmente ricordato per aver deciso la finale della Champions League 2005-2006, vinta dal Barcellona contro l'Arsenal, con il goal del 2-1.

## Biografia
Per aggirare le restrizioni sugli extracomunitari imposte dalla Liga, Belletti, grazie alle sue origini italiane di Longiano in provincia di Forlì-Cesena, ha ottenuto il passaporto italiano. Ma ha anche antenati originari di Bastiglia in provincia di Modena e da Mantova.

## Caratteristiche tecniche
La sua posizione naturale è quella di terzino destro anche se in passato a volte ha giocato come difensore centrale.

## Carriera

### Club

#### Dal Brasile alla Spagna
Ha iniziato la sua carriera nel Cruzeiro nel 1994. Nel 1996 passa al São Paulo, dove guadagna presto una maglia da titolare. Nel 1999 ha giocato con l'Atlético Mineiro dove diventa vicecampione del campionato brasiliano. Voci di mercato lo danno vicino al Valencia nel 2001, ma il trasferimento in Europa avviene solo un anno dopo. Ad acquistarlo è il Villarreal.

#### Barcellona e Champions League
Dopo due positive stagioni, il 22 giugno 2004 passa al Barcellona, di cui inizialmente è titolare, anche se in un secondo momento sarà relegato spesso in panchina.
Il 17 maggio 2006, allo Stade de France di Parigi, il Barcellona disputa contro gli inglesi dell'Arsenal la finale della Champions League. A Belletti è preferito Oleguer, così il brasiliano deve partire ancora una volta dalla panchina. Nonostante l'espulsione del portiere tedesco dell'Arsenal Lehmann, la squadra catalana va in svantaggio. Quando l'allenatore Frank Rijkaard opera le sue sostituzioni e fa entrare Belletti al posto dello stesso Oleguer, la partita cambia: l'altro nuovo entrato, Henrik Larsson, serve l'assist prima a Eto'o per il gol del pareggio, e poi allo stesso Belletti, autore del gol, il primo ed unico in maglia blaugrana. La marcatura sancisce il definitivo 2-1 e regala al Barcellona la vittoria che vale la conquista della coppa.

#### Chelsea
Il 26 agosto 2007 il Chelsea acquista l'esterno brasiliano per circa 5,5 milioni di euro. Al suo primo anno con la maglia dei Blues ottiene un secondo posto in campionato alle spalle del Manchester United, mentre raggiunge la sua seconda finale di Champions League, la prima per il club londinese, sempre contro il Manchester. Al termine di una partita molto tirata, terminata 1-1, segna uno dei rigori. Il Chelsea perderà poi la finale.
Il 9 giugno 2010, sul sito ufficiale del Chelsea viene annunciato che alla fine del mese, alla naturale scadenza del contratto, lascerà la squadra diventando svincolato.

#### Ritorno in Brasile
Il 13 luglio 2010 il Fluminense ha annunciato l'ingaggio del terzino di Cascavel. Si svincola dal club nel marzo del 2011. Il 16 giugno firma un contratto fino a fine stagione con il Ceará.
Il 28 giugno 2011, attraverso il suo profilo personale su Twitter, annuncia il suo ritiro dal calcio agonistico a causa di problemi fisici.

### Nazionale
È stato più volte convocato nella nazionale brasiliana, con cui ha esordito il 28 marzo 2001 in Ecuador-Brasile 1-0. Da quel momento si contende il posto in squadra con campioni del calibro di Maicon e Cicinho.
Si è laureato campione del mondo nel 2002, quando, incluso nella lista dei 23 convocati, è sceso in campo una volta contro la Turchia (1-0) in sostituzione di Kléberson.
Ha giocato anche la Copa América 2001 (in cui fu autore di un autogol suo malgrado) e la Confederations Cup 2003.
Belletti conta in totale 23 presenze e 1 gol con la Seleção.

## Statistiche

### Presenze e reti nei club
| Stagione          | Squadra           | Campionato        | Campionato | Campionato | Coppe nazionali | Coppe nazionali | Coppe nazionali | Coppe continentali | Coppe continentali | Coppe continentali | Altre coppe | Altre coppe | Altre coppe | Totale | Totale |
| Stagione          | Squadra           | Comp              | Pres       | Reti       | Comp            | Pres            | Reti            | Comp               | Pres               | Reti               | Comp        | Pres        | Reti        | Pres   | Reti   |
| ----------------- | ----------------- | ----------------- | ---------- | ---------- | --------------- | --------------- | --------------- | ------------------ | ------------------ | ------------------ | ----------- | ----------- | ----------- | ------ | ------ |
| 1994              | Cruzeiro          | M1/MG+A           | 0+5        | 0          | -               | -               | -               | CL                 | 0                  | 0                  | -           | -           | -           | 5      | 0      |
| 1995              | Cruzeiro          | M1/MG+A           | 6+17       | 0          | CB              | 5               | 1               | -                  | -                  | -                  | SS+CO       | 6+2         | 2+0         | 36     | 3      |
| gen.-mar. 1996    | Cruzeiro          | M1/MG             | 1          | 0          | CB              | 1               | 1               | -                  | -                  | -                  | -           | -           | -           | 2      | 1      |
| Totale Cruzeiro   | Totale Cruzeiro   | Totale Cruzeiro   | 7+22       | 0          |                 | 6               | 2               |                    | 0                  | 0                  |             | 8           | 2           | 43     | 4      |
| mar.-dic. 1996    | San Paolo         | A1/SP+A           | 18+13      | 0+1        | CB              | -               | -               | -                  | -                  | -                  | SS+CO       | 1+2         | 0           | 34     | 1      |
| 1997              | San Paolo         | A1/SP+A           | 24+12      | 3+1        | CB              | 4               | 1               | -                  | -                  | -                  | SS+TRS      | 5+0         | 0           | 45     | 5      |
| 1998              | San Paolo         | A1/SP+A           | 0+4        | 0+1        | CB              | 0               | 0               | CM                 | 0                  | 0                  | TRS         | 0           | 0           | 4      | 1      |
| gen.-apr. 1999    | San Paolo         | A1/SP             | 5          | 0          | CB              | 2               | 0               | -                  | -                  | -                  | TRS         | 2           | 1           | 9      | 1      |
| mag.-dic. 1999    | Atlético Mineiro  | M1/MG+A           | 11+17      | 5+5        | CB              | -               | -               | -                  | -                  | -                  | -           | -           | -           | 28     | 10     |
| 2000              | San Paolo         | A1/SP+A           | 20+11      | 0          | CB              | 10              | 0               | CM                 | 2                  | 0                  | TRS+CC      | 8+3         | 1+0         | 54     | 1      |
| 2001              | San Paolo         | A1/SP+A           | 10+15      | 1+1        | CB              | 1               | 0               | CM                 | 4                  | 0                  | TRS+CC      | 8+3         | 0           | 41     | 2      |
| gen.-mag. 2002    | San Paolo         | -                 | -          | -          | CB              | 7               | 1               | -                  | -                  | -                  | TRS         | 13          | 3           | 20     | 4      |
| Totale San Paolo  | Totale San Paolo  | Totale San Paolo  | 77+55      | 4+4        |                 | 24              | 2               |                    | 6                  | 0                  |             | 45          | 5           | 207    | 15     |
| 2002-2003         | Villarreal        | PD                | 31         | 3          | CR              | 1               | 0               | Int                | 6                  | 0                  | -           | -           | -           | 38     | 3      |
| 2003-2004         | Villarreal        | PD                | 28         | 3          | CR              | 2               | 1               | Int+CU             | 5+10               | 0                  | -           | -           | -           | 45     | 3      |
| Totale Villarreal | Totale Villarreal | Totale Villarreal | 59         | 6          |                 | 3               | 1               |                    | 21                 | 0                  |             | -           | -           | 83     | 7      |
| 2004-2005         | Barcellona        | PD                | 31         | 0          | CR              | 0               | 0               | UCL                | 8                  | 0                  | -           | -           | -           | 39     | 0      |
| 2005-2006         | Barcellona        | PD                | 27         | 0          | CR              | 3               | 0               | UCL                | 10                 | 1                  | SS          | 2           | 0           | 42     | 1      |
| 2006-2007         | Barcellona        | PD                | 13         | 0          | CR              | 3               | 0               | UCL                | 2                  | 0                  | SS+SU+Cmc   | 1+1+2       | 0           | 22     | 0      |
| Totale Barcellona | Totale Barcellona | Totale Barcellona | 71         | 0          |                 | 6               | 0               |                    | 20                 | 1                  |             | 6           | 0           | 103    | 1      |
| 2007-2008         | Chelsea           | PL                | 23         | 2          | FACup+CdL       | 2+6             | 0               | UCL                | 7                  | 0                  | CS          | -           | -           | 38     | 2      |
| 2008-2009         | Chelsea           | PL                | 20         | 3          | FACup+CdL       | 4+2             | 0               | UCL                | 8                  | 0                  | -           | -           | -           | 34     | 3      |
| 2009-2010         | Chelsea           | PL                | 11         | 0          | FACup+CdL       | 3+3             | 0               | UCL                | 5                  | 0                  | CS          | 0           | 0           | 22     | 0      |
| Totale Barcellona | Totale Barcellona | Totale Barcellona | 54         | 5          |                 | 20              | 0               |                    | 20                 | 0                  |             | 0           | 0           | 94     | 5      |
| lug.-dic. 2010    | Fluminense        | A                 | 9          | 0          | -               | -               | -               | -                  | -                  | -                  | -           | -           | -           | 9      | 0      |
| Totale carriera   | Totale carriera   | Totale carriera   | 382        | 29         |                 | 59              | 5               |                    | 67                 | 1                  |             | 59          | 7           | 567    | 44     |

### Cronologia presenze e reti in Nazionale
| Cronologia completa delle presenze e delle reti in nazionale ― Brasile | Cronologia completa delle presenze e delle reti in nazionale ― Brasile | Cronologia completa delle presenze e delle reti in nazionale ― Brasile | Cronologia completa delle presenze e delle reti in nazionale ― Brasile | Cronologia completa delle presenze e delle reti in nazionale ― Brasile | Cronologia completa delle presenze e delle reti in nazionale ― Brasile | Cronologia completa delle presenze e delle reti in nazionale ― Brasile | Cronologia completa delle presenze e delle reti in nazionale ― Brasile |
| Data                                                                   | Città                                                                  | In casa                                                                | Risultato                                                              | Ospiti                                                                 | Competizione                                                           | Reti                                                                   | Note                                                                   |
| ---------------------------------------------------------------------- | ---------------------------------------------------------------------- | ---------------------------------------------------------------------- | ---------------------------------------------------------------------- | ---------------------------------------------------------------------- | ---------------------------------------------------------------------- | ---------------------------------------------------------------------- | ---------------------------------------------------------------------- |
| 28-3-2001                                                              | Quito                                                                  | Ecuador                                                                | 1 – 0                                                                  | Brasile                                                                | Qual. Mondiali 2002                                                    | -                                                                      |                                                                        |
| 15-7-2001                                                              | Cali                                                                   | Brasile                                                                | 2 – 0                                                                  | Perù                                                                   | Coppa America 2001 - 1º turno                                          | -                                                                      |                                                                        |
| 18-7-2001                                                              | Cali                                                                   | Brasile                                                                | 3 – 1                                                                  | Paraguay                                                               | Coppa America 2001 - 1º turno                                          | 1                                                                      |                                                                        |
| 23-7-2001                                                              | Manizales                                                              | Honduras                                                               | 2 – 0                                                                  | Brasile                                                                | Coppa America 2001 - Quarti di finale                                  | -                                                                      | 57’ (aut.)                                                             |
| 15-8-2001                                                              | Porto Alegre                                                           | Brasile                                                                | 2 – 0                                                                  | Paraguay                                                               | Qual. Mondiali 2002                                                    | -                                                                      |                                                                        |
| 7-10-2001                                                              | Curitiba                                                               | Brasile                                                                | 2 – 0                                                                  | Cile                                                                   | Qual. Mondiali 2002                                                    | -                                                                      | 82’                                                                    |
| 14-11-2001                                                             | São Luís                                                               | Brasile                                                                | 3 – 1                                                                  | Venezuela                                                              | Qual. Mondiali 2002                                                    | -                                                                      |                                                                        |
| 31-1-2002                                                              | Goiânia                                                                | Brasile                                                                | 6 – 0                                                                  | Bolivia                                                                | Amichevole                                                             | -                                                                      | 66’                                                                    |
| 6-2-2002                                                               | Riyad                                                                  | Arabia Saudita                                                         | 0 – 1                                                                  | Brasile                                                                | Amichevole                                                             | -                                                                      | 71’                                                                    |
| 7-3-2002                                                               | Cuiabá                                                                 | Brasile                                                                | 6 – 1                                                                  | Islanda                                                                | Amichevole                                                             | -                                                                      | 46’                                                                    |
| 25-5-2002                                                              | Kuala Lumpur                                                           | Malaysia                                                               | 0 – 4                                                                  | Brasile                                                                | Amichevole                                                             | -                                                                      | 68’                                                                    |
| 26-6-2002                                                              | Saitama                                                                | Brasile                                                                | 1 – 0                                                                  | Turchia                                                                | Mondiali 2002 - Semifinale                                             | -                                                                      | 85’                                                                    |
| 21-8-2002                                                              | Fortaleza                                                              | Brasile                                                                | 0 – 1                                                                  | Paraguay                                                               | Amichevole                                                             | -                                                                      | 46’                                                                    |
| 20-11-2002                                                             | Seul                                                                   | Corea del Sud                                                          | 2 – 3                                                                  | Brasile                                                                | Amichevole                                                             | -                                                                      | 88’                                                                    |
| 30-4-2003                                                              | Guadalajara                                                            | Messico                                                                | 0 – 0                                                                  | Brasile                                                                | Amichevole                                                             | -                                                                      |                                                                        |
| 11-6-2003                                                              | Abuja                                                                  | Nigeria                                                                | 0 – 3                                                                  | Brasile                                                                | Amichevole                                                             | -                                                                      | 75’                                                                    |
| 19-6-2003                                                              | Saint-Denis                                                            | Brasile                                                                | 0 – 1                                                                  | Camerun                                                                | Conf. Cup 2003 - 1º turno                                              | -                                                                      |                                                                        |
| 21-6-2003                                                              | Lione                                                                  | Brasile                                                                | 1 – 0                                                                  | Stati Uniti                                                            | Conf. Cup 2003 - 1º turno                                              | -                                                                      | 69’ 70’                                                                |
| 18-8-2004                                                              | Port-au-Prince                                                         | Haiti                                                                  | 0 – 6                                                                  | Brasile                                                                | Amichevole                                                             | -                                                                      |                                                                        |
| 4-9-2004                                                               | San Paolo                                                              | Brasile                                                                | 3 – 1                                                                  | Bolivia                                                                | Qual. Mondiali 2006                                                    | -                                                                      | 27’                                                                    |
| 8-9-2004                                                               | Berlino                                                                | Germania                                                               | 1 – 1                                                                  | Brasile                                                                | Amichevole                                                             | -                                                                      | 61’                                                                    |
| 9-2-2005                                                               | Hong Kong                                                              | Hong Kong                                                              | 1 – 7                                                                  | Brasile                                                                | Amichevole                                                             | -                                                                      | 59’                                                                    |
| 5-6-2005                                                               | Porto Alegre                                                           | Brasile                                                                | 4 – 1                                                                  | Paraguay                                                               | Qual. Mondiali 2006                                                    | -                                                                      | Ammonizione                                                            |
| Totale                                                                 |                                                                        | Presenze                                                               | 23                                                                     |                                                                        | Reti                                                                   | 1                                                                      |                                                                        |

## Palmarès

### Giocatore

#### Competizioni statali
- Campionato paulista: 2

San Paolo: 1998, 2000
- Torneo Rio-San Paolo: 1

San Paolo: 2001
- Supercampeonato Paulista: 1

San Paolo: 2002

#### Competizioni nazionali
- Campionato spagnolo: 2

Barcellona: 2004-2005, 2005-2006
- Supercoppa di Spagna: 2

Barcellona: 2005, 2006
- Coppa d'Inghilterra: 2

Chelsea: 2008-2009, 2009-2010
- Community Shield: 1

Chelsea: 2009
- Campionato inglese: 1

Chelsea: 2009-2010
- Campionato brasiliano: 1

Fluminense: 2010

#### Competizioni internazionali
- Copa Master de Supercopa: 1

Cruzeiro: 1994
- Copa de Oro: 1

Cruzeiro: 1995
- Coppa Intertoto UEFA: 1

Villarreal: 2003
- UEFA Champions League: 1

Barcellona: 2005-2006

### Nazionale
- Campionato mondiale: 1

Corea del Sud-Giappone 2002

### Allenatore

#### Club

##### Competizioni giovanili
- UEFA Youth League: 1

Barcellona: 2024-2025